# Super G
De Super Giant Slalom, kortweg Super G, is de op een na snelste vorm van alpineskiën, waarbij de skiërs een parcours in zo kort mogelijke tijd moeten afleggen.
Deze discipline wordt sinds 1983 in wereldbekerverband afgewerkt. Sinds 1987 is er een wereldkampioenschap. Sinds 1988 is de Super G opgenomen in het programma van de Olympische Winterspelen en sinds 1992 in het programma van de Paralympische Winterspelen.
Bij de Super G zijn in vergelijking met de afdaling extra bochten in het parcours ingebouwd, zodat van de skiërs meer skitechniek wordt verlangd. De bochten in het parcours zijn ruimer dan bij de reuzenslalom. Het hoogteverschil van het parcours bedraagt 500 tot 650 m voor de heren en 400 tot 600 m bij de dames. In het parcours moeten ten minste 35 poortjes bij de mannen en 30 bij de vrouwen worden geplaatst, waarbij de afstand tussen de poortjes minstens 25 m moet zijn. Een wedstrijd in de Super-G bestaat uit één manche, waarbij in tegenstelling tot de afdaling er geen training is, maar voor de wedstrijd slechts een bezichtiging plaatsvindt.